# 迎日灣港站
迎日灣港站（：／ Yeongilmanhang yeok */?）是一個位於韓國慶尚北道浦項市北區興海洞的一個鐵路車站，屬於迎日灣港線。

## 歷史
- 2019年10月25日：鐵道距離標告示[1]
- 2019年12月18日：開通[2]

## 相鄰車站
韓國鐵道公社
迎日灣港線
浦項－迎日灣港